# Yedikardeş, Sivrice
Yedikardeş là một xã thuộc huyện Sivrice, tỉnh Elâzığ, Thổ Nhĩ Kỳ. Dân số thời điểm năm 2011 là 56 người.